# Monophyllanthe
Monophyllanthe är ett släkte av strimbladsväxter. Monophyllanthe ingår i familjen strimbladsväxter.
Kladogram enligt Catalogue of Life:
| Monophyllanthe | \| \| Monophyllanthe araracuarensis \| \| \| \| \| \| Monophyllanthe oligophylla \| \| \| \| |
|                | \| \| Monophyllanthe araracuarensis \| \| \| \| \| \| Monophyllanthe oligophylla \| \| \| \| |
|                | Monophyllanthe araracuarensis                                                                |
|                |                                                                                              |
|                | Monophyllanthe oligophylla                                                                   |
|                |                                                                                              |